# Яськовице (Малопольское воеводство)
Яськови́це (пол. Jaśkowice) — село в Польше в сельской гмине Скавина Краковского повета Малопольского воеводства.

## География
Село располагается 11 км от административного центра гмины города Скавина и в 22 км от административного центра воеводства города Краков.

## История
Первое упоминание о селе относится к 1274 году. Основателем села является некий Ясько, о чём свидетельствует письменный документ от 1383 года, в котором упоминается этот человек. Первоначально село было собственностью шляхетского рода Радванитов. Позднее оно переходило в собственность родов Гавел, Садек, Яшек герба Топор. В 1422 году селом стал владеть Миколай из Русоцице герба Задора. В 1778 году владельцем села стал минский воевода.Юзеф Радзивилл. В последующее время собственниками села были Степан Скшинский, Михал Лебовский и Фредерик Лгоцкий. В 1889 году село перешло в собственность врача Антония Зубжицкому, который вместе с женой построил в селе санаторий с минеральными ванными. В 1904 году село перешло в собственность врача Юстины Грабович, которая вместе с мужем продолжила содержать санаторий в Яськовице. В 1908 году в селе на пожертвования жителей и владельцев была основана начальная школа.
После Второй мировой войны усадьба в Яськовице перешла в частную собственность Яна Кенского, который устроил в ней небольшую католическую часовню для местных жителей. В 90-х годах усадьба была продана наследницей Яна Кенского и постепенно пришла в ветхое состояние.
В 1975—1998 годах село входило в состав Краковского воеводства.

## Население
По состоянию на 2013 год в селе проживало 1 073 человека.
| 2008  | 2013  |
| ----- | ----- |
| 1 084 | 1 073 |

| Перепись  | Всего   | Всего | Женщины | Женщины | Мужчины | Мужчины |
| --------- | ------- | ----- | ------- | ------- | ------- | ------- |
| Единицы   | человек | %     | человек | %       | человек | %       |
| Население | 1 073   | 100   | 543     | 50,6    | 530     | 49,4    |